# NGC 449
NGC 449 је спирална галаксија у сазвежђу Рибе која се налази на NGC листи објеката дубоког неба.
Деклинација објекта је + 33° 5' 20" а ректасцензија 1h 16m 7,5s. Привидна величина (магнитуда) објекта NGC 449 износи 14,2 а фотографска магнитуда 15,0. NGC 449 је још познат и под ознакама MCG 5-4-9, MK 1, CGCG 502-18, IRAS 01133+3249, KUG 0113+328A, near SAO 54567, PGC 4587.